# Morti nel 1359
| Questa pagina contiene informazioni ricavate automaticamente dalle voci biografiche con l'ausilio del template Bio e di un bot. L'aggiornamento è periodico e automatico e ricostruisce completamente la pagina. Se manca una persona in questa lista, sei pregato di non aggiungerla, ma accertati piuttosto che la sua voce biografica contenga il template Bio e che i dati anagrafici siano correttamente compilati. Se il template Bio manca, inseriscilo tu stesso o, in alternativa, metti l'avviso {{tmp\|Bio}} che ne segnala la mancanza. Se i dati riportati sono sbagliati, correggi direttamente la voce biografica; le modifiche saranno visibili in questa lista entro pochi giorni. Per chiarimenti vedi il progetto biografie. La lista contiene solo le 24 persone che sono citate nell'enciclopedia e per le quali è stato implementato correttamente il template Bio. Pagina aggiornata al 10 ago 2025. |

- 28 febbraio - Eufemia d'Aragona, principessa italiana (n. 1330)
- 23 aprile - Francesco I della Ratta, nobile italiano (n. 1318)
- 1º maggio - Guillaume IV de Flavacourt, arcivescovo cattolico francese
- 21 giugno - Erik XII di Svezia, re (n. 1339)
- 7 luglio - Giovanni della Scala, nobile e politico italiano
- 3 settembre - Otho Holland, nobile e cavaliere medievale inglese (n. 1316)
- 10 ottobre - Ugo IV di Cipro, re
- 25 ottobre - Beatrice di Castiglia, nobile spagnola (n. 1293)
- 13 novembre - Ivan II di Russia, principe russo (n. 1326)
- 14 novembre - Gregorio Palamas, monaco cristiano e arcivescovo ortodosso bizantino (n. 1296)
- 14 dicembre - Cangrande II della Scala, condottiero e politico italiano (n. 1332)
- 25 dicembre - Beatrice di Baviera, sovrana tedesca (n. 1344)
- Riccardo Abbate, nobile e militare italiano
- Abu Nu'aym Ridwan
- Bernardino I da Polenta, nobile italiano
- Jacopo Dondi dell'Orologio, medico, astronomo e orologiaio italiano (n. 1293)
- Eleonora di Castiglia, regina (n. 1310)
- Giovanni de' Marignolli, missionario e vescovo cattolico italiano
- Goswin von Herike
- Ivan Aleksandrovič, principe russo
- Jeanne de Clisson, nobile e pirata francese (n. 1300)
- Gabriele Malaspina, vescovo cattolico italiano
- Mehemmet Birde Bek, mongolo
- Niceforo II d'Epiro (n. 1329)